# Гарач
Гарач је планина у Црној Гори, северозападно од Подгорице. Пружа се правцем северозапад—југоисток. Врхови су јој Вељи Гарач 1436 m и Мали Гарач 853 m. Падине се стрмо спуштају према долини Зете, на североистоку, а блаже према Катунском кршу, на југозападу. 
Изграђен је од лапорових кречњеака и доломита, па су његове стрме стране подложне ерозији. Осојне стране су обрасле шумом, а присојне су доста огољене. Гарач је познат по многим историјским догађајима, нарочито из НОБ-а.